# Holbrook Company

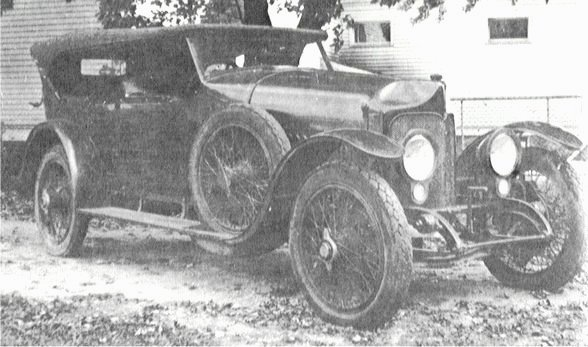
FRP von 1915 mit Holbrook-Karosserie

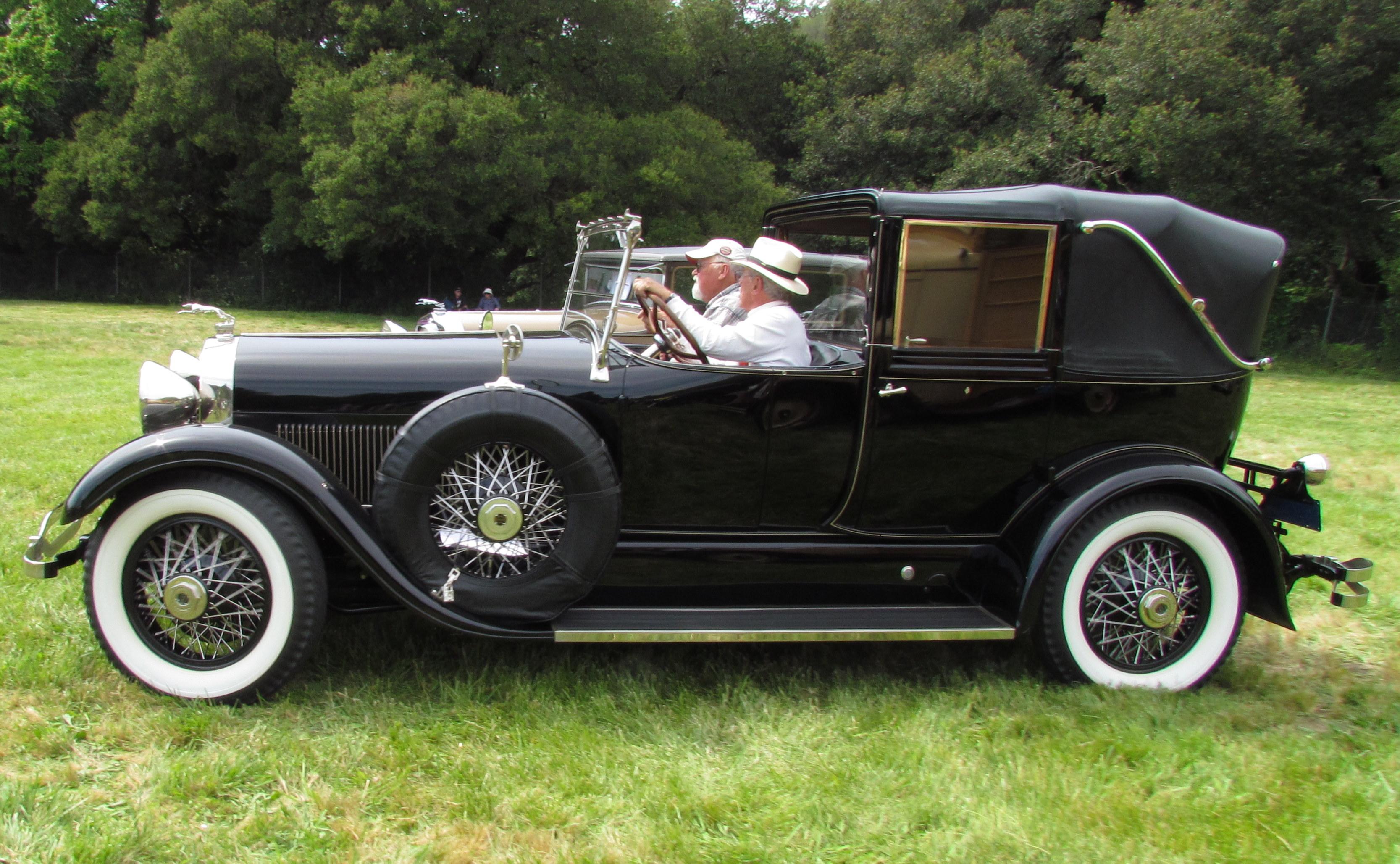
Lincoln von 1928

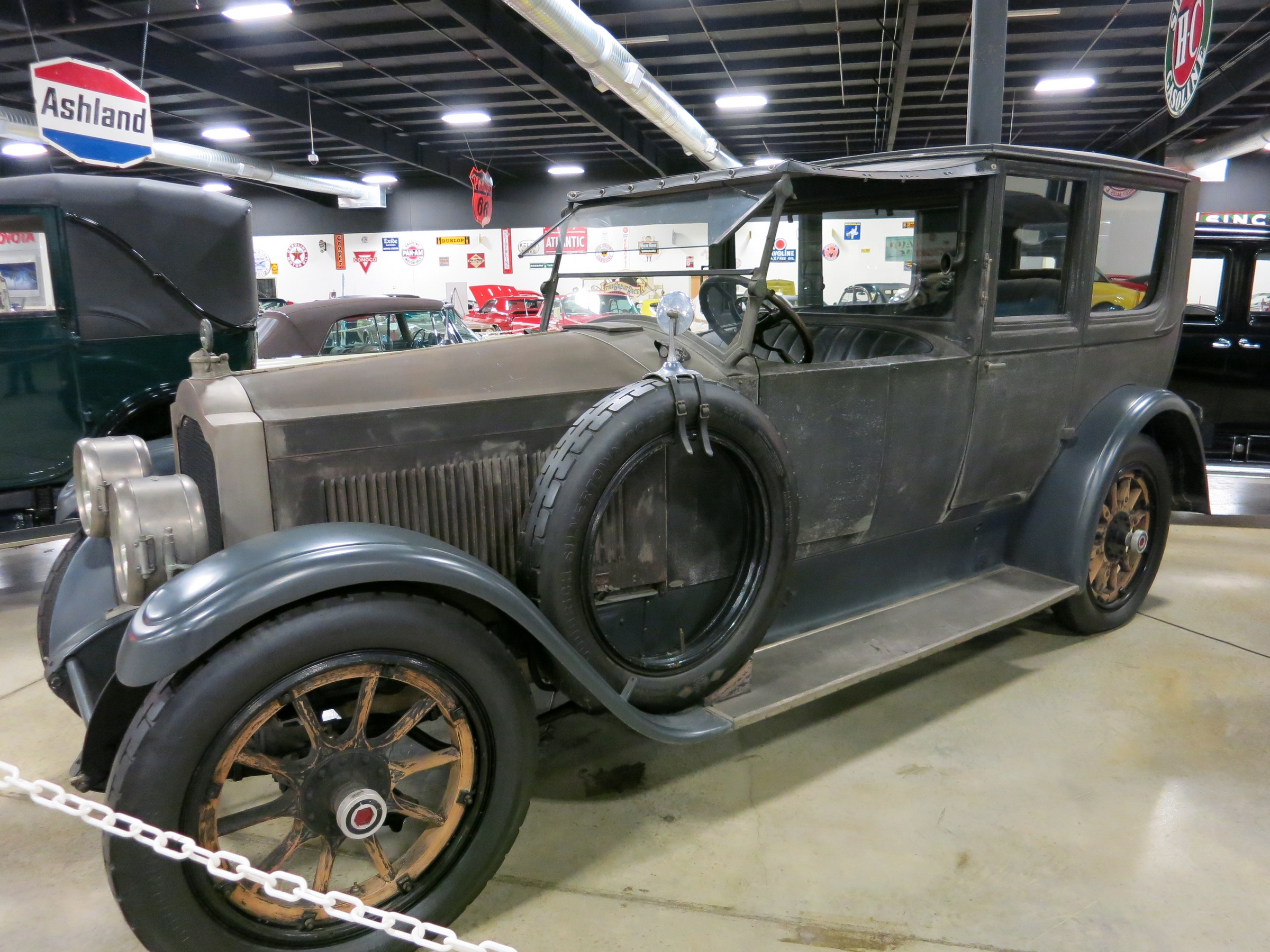
Packard von 1921

Holbrook Company war ein US-amerikanisches Karosseriebauunternehmen.

## Unternehmensgeschichte
Harry F. Holbrook und John Graham gründeten 1908 das Unternehmen. D. J. Levett, Nathaniel Levi, H. J. Dentz, F. J. McKee, M. W. Brennen und Charles Harris waren Geldgeber. Der Sitz war zunächst in New York City und ab 1921 in Hudson im US-Bundesstaat New York. Sie stellten Karosserien für Automobile her. 1913 zog sich Holbrook zurück, woraufhin Graham Präsident wurde. 1920 waren 200 Mitarbeiter beschäftigt.
1929 kam es zu einer Verbindung mit Gordon England Limited aus England Die neue Firmierung lautete Holbrook Company, Division of the Gordon England Company of America. Zu dieser Zeit verließ Graham das Unternehmen und wechselte zur Weymann American Body Company. D. J. Levett wurde neuer Präsident, A. Engel Vizepräsident und Sekretär sowie Hjalmar Holm und A. Henderson weitere Vizepräsidenten. 1930 wurde das Unternehmen aufgelöst.

## Aufbauten
Gefertigt wurden Karosserien auf Fahrgestellen von Cadillac, Crane-Simplex, Duesenberg, Franklin, FRP, Isotta Fraschini, King Lafayette, Lincoln, Locomobile, Marmon, Mercer, Owen Magnetic, Packard, Phianna, Pierce-Arrow, Porter, Rolls-Royce, Ruxton, Simplex und Singer.